# Корејски будизам
Корејски будизам је претежно махајана традиције. Утицај будизма на корејску културу је огроман - видљив у архитектури, уметности, занатима и књижевности. 
Махајана будизам пренет је из Кине у Кореју у 4. веку, током периода три краљевства (Когурјо, Пекче и Сила). Нову религију убрзо су признали краљевска кућа и аристократија. Будизам у Кореји је остао повезан са кинеском базом, пратећи и прилагођавајући развоје кинеског будизма. Налик кинеским, све до 10. века, центри корејских будиста били су средишта просперитета, по цену духовне поруке. Огорчени таквим стањем, представници сон будизма (кинески чан, јапански зен) основали су независну фракцију. Од 14. века будизам се усталио као државна религија; од тада до данас има изванредан утицај. 
Преко будизма Кореја се „придружила цивилизованим народима источне Азије“. Уводење кинеског писма и писане културе било је кључ ове трансформације, пошто је омогућило смештање кинеских будистичких и конфучијевских текстова у корејски контекст.
Корејски будизам је значајно утицао на источну Азију, посебно на будизам у Кини, Јапану и Тибету. Tokom савременог периода се развијао у хармонији са јапанским будизмом.

## Историја

### Рани период
Будизам се из Кине проширио у Кореју у 4. веку. Године 372. кинески монаси Сундао и Адао из Кин династије донели су будистичке кипове и сутре у Когурјо и ту подигли манастире. Први будистички манастир у Кореји је подигнут 376. године. Потом је 384. године Пекче двор примио једног индијског монаха, Марананту, из источног Ђина, који је почео да проповеда будизам. Године 527. (према легенди), током владавине краља Пупхунга, Сила је била последње од три краљевства које је прихватило будизам. То се десило тек после мучеништва дворјанина Ичадона, који се понудио да буде погубљен надајући се да ће коначно убедити министре да благонаклоно третирају будизам; религија је одмах после његове смрти призната. Будизам је брзо изменио Сила друштво; велика је била његова идеолошка улога, укључујући политику, дипломатију и начин живота.
Будистичко подучавање у овом периоду било је усмерено ка учењу Три расправе (које су изворно почели да пишу индијски будистички учитељи расправљајући о потпуној негацији постојања), ч'онт'ае (на кинеском тиентаи) и Нирвана сутре. Пекче монах Кјомик донео је пет верзија Витаје из Индије 526. године и постао оснивач корејске винаја школе. Когурјо и Пекче монаси играли су важну улогу у преносу будизма и будистичке уметности и архитектуре у Јапан, уз важан допринос развоју јапанске културе (види будизам у Јапану). 
У Кореји је будизам цветао под патронатом и заштитом краљевске куће и са њом повезаних племића. Будистичко учење о реинкарнацији и поновном рођењу, засновано на појму карме, оправдавало је њихов положај владара. До краја 14. века корејски монарси били су веома предани будисти. Религија је нудила осећај благостања за државу и за обичне појединце.

### Династија Сила као заштитник религије
Синкретичка улога будизма као државне религије била је успостављена 668. када је будизам почео да игра улогу централне духовне силе ка уједињењу Корејског полуострва под влашћу Силе. Током владавине краља Чингјонга (579—632) истакнути Сила монах Вонгванг поставио је правила лојалности, родитељског поштовања, искрености, храбрости и дубродушности као пет заповести за световњаке. По њима се управљала млада ратничка елита, хваранг до, од којих су неки сматрани инкарнацијама Маитреје, будућег Буде спасилеља. Будистичке церемоније, као што је инвангхое „скуп добродушних краљева“ или палгванхое „шест забрана за световњаке“, служиле су да се заштити народ. Винаја учитељ Чајанг је, после повратка 645. са планине Вутаји (у кинеској провинцији Шангси), надгледао изградњу чувене деветоспратне пагоде манастира Хвангњонг у средишту престонице Кјонгјуу, чиме је оснажена хегемонија Силе међу три краљевства. Будизам је тако постао духовни темељ Сила краљевства.
Током јединственог Сила периода (668—935), будизам је доживео незабележени процват. Монаси у Сила периоду су потицали из аристократских породица и били врло цењени зналци и религијске вође нације. Путовали су не само у Кину династије Танг, већ и у Индију, како би донели савремена будистичка учења. Хјехо је писао о свом ходочашћу кроз централну Азију и североисточну Индију 726. у „Путовања до пет индијских земаља“. Истакнути монаси Уисанг (625—702) и Вонхјо (617—686) сматрају се оснивачима хаедонг хваом, корејске аватамсака школе. Пред крај владавине династије Сила јавља се сон (кинески чан; јапански зен) или медитациона школа, која је постала средиште чогје огранка корејског будизма и развила се у „девет планина сона“.
Кључни уметнички изрази корејског будистичког сензибилитета су чувена позлаћена бронзана статуа Маитреје (7. век, у Пујо националном музеју) и достојанствена група Буда у Сокураму (вештачка пећина у граниту из средине 8. века), заједно са елеганлним каменим пагодама у којима се чувају изузетне златне и кристалне реликвије.

### Будизам под Корјо династијом
Први владар Корјо династије (918—1392) Таеђо (владао 918-??) био је предани будиста који је подигао десет манастира у престоници Каекјонг, такође познатој као Сонг'ак (данашњи Кесонг). Принципи геомантије коришћени су да се одабере повољна локација за ове храмове, што оличава синкретички карактер корејског будизма. Он је такође установио Десет заповести, које су чиниле морални кодекс за његове наследнике, при чему је будистичко учење било прво међу њима. 
Током Корјо периода настављен је и систем wangsa, краљевског учитеља, или kuksa, народног учитеља, титула које су биле даване истакнутим монасима са улогом саветника почев од уједињења Сила династије. Такође, постао је обичај да један од чланова краљевске породице буде монах. Taegak kuksa, национални учитељ великог пробуђења, Уич'он (1055—1101) био је један од најистакнутијих принчева, четврти син Муњонга (владао 1046-1083). Почев од 1086. проучавао је хуајан (аватамсака) и тиентаи традиције у Сонгу, у Кини, да би после повратка постао старешина Хунгванг манастира. Ту је основао Кјођанг тоган (Уред за будистичке текстове), како би штампао списе које је сакупио у Сонгу. Обично се сматра оснивачем корејске тиентаи школе, чије је основно учење засновано на Лотос сутри. И аватамсака школа се развијала, те је Уич'он иницирао синтезу супротних будистичких школа кјо (доктринарна) и сон (медитативна).
Ову јединствену синтезу две школе завршио је Pojo kuksa, национални учитељ велике светлости, Чинул (1158—1210). Његово учење, по коме би свакоме сопствено пробуђење требало да буде на првом месту, како би потом избавио многе, подстакло је самодисциплину и потпуну концентрацију на медитацију. Да би постигао овакав циљ, он се ослањао на чонг (самади - сабраност ума) и хје (прађна - мудрост). Он је на Чогје планини основао манастир Сусон, а његови следбеници су познати као чогје школа, једна од важних струја корејског будизма. Чинулови напори довели су до обнављања сон школе, која је прилично назадовала, тако што су усклађене доктринарне и медитативне традиције.

#### Штампање будистичког канона
Сакупљање и штампање будистичког канона Taejanggyong били су главни задаци Корјо династије. Прво Корјо издање од 5048 томова штампано дрвеним словима објављено је за владе Хјонгђонга (владао 1009-1031), када су Китани (Лиао краљевство) напали Корјо 1010. године. Краљевски двор поуздао се да ће Будина моћ помоћи да се одбије непријатељ и покаже културна супериорност Корјоа у односу на "северне варваре". Комплетно издање похрањено је у Пуин храму. Уич'он је такође саставио више од 4700 томова канонских списа између 1073. и 1090. (Sokjanggyong, додатак уз Трипитаку) и сместио их у Хунгхванг манастир у Корјо престоници Каекјонгу.
И прво Корјо издање и Сокјангјонг уништени су током монголске инвазије (1231—1259). Ова катастрофа подстакла је настанак другог издања Корејске Трипитаке. 
Године 1236. основан је Уред за Трипитаку, Taejang togam. Изрезивање слова и шлампање читавог канона завршено је 1251. године. Било је потребно 81 137 дрвених блокова који су познати као Корјо трипитака и сачувани су у Хаеин храму. Прецизност текста и квалилет штампе су изванредни и то је била основа за савремену јапанску Таишо Трипитаку, канонски текст данас у широкој употреби међу проучаваоцима. Ово штампање огромног будистичког канона оличава идеју Hoguk pulgyo (будизма као државне религије).

#### Развој будистичке уметности
Многобројни дарма скупови, церемоније, молитве и ритуали обележавају период просперитета будистичке уметности. Врхунски илуминисани рукописи, писани златном и сребрном бојом на индиго плавом папиру, свилени свици раскошних будистичких слика рађени су за краљеве и племиће. Најчешће умножавани будистички текстови били су Лотос сутра, Аватамака сутра и Амитабха сутра, док су слике за приватне церемоније даровања и молитве често приказивале Амитаба Буду и друге бодисатве повезане са Чистом земљом, будистичким рајем. Међутим, постепено акумулирање богатства у манастирима, поклони у земљишту и прекомерна моћ монашких заједница у позном Корјо периоду имали су за последицу драстичну дегенерацију духовне стране Корјо будизма.

### Чосон династија
У време када су неоконфучијевски учитељи-бирократе држали политичку моћ, почетком Чосон периода (1392—1910), привилегије које су уживали чланови будистичке заједнице радикално су смањене, ограничени манастирски поседи и наметнута строга правила за будистичке монахе. На пример, да би били примљени у манастир, искушеници су морали да прођу државни испит (sunggwa).
Но, будизам је још увек подржавала краљевска породица, укључујући и женске чланове. Меду Чосон владарима чак је и велики краљ Сеђонг (владао 1418-1450.), под чијом влашћу је измишљен корејски алфабет хангул, био предани поборник будизма. Његов нећак краљ Сеђо (владао 1455-1468) установио је 1461. Канкyонг тогам, Краљевско надзорништво над издавањем сутри, које се бринуло о штампању кинеских будистичких списа хангул писмом. 
Иако су били веома ограничени у својим акливностима, манастири су и током Чосон периода имали изузетне духовне вође. Велики сон учитељ Сосан (Западна планина) Хјудонг (1520—1604) и његов ученик Самјонг Јујонг (1544—1610) били су национални хероји када су између 1592. и 1598. године Јапанци под Хидејошијем напали краљевство Чосон. Сосон је наименован заповедником монашке армије осам провинција, док је Самјонг постао емисар Чосон краља, сусревши се са Токугава Ијатсуом у Едоу 1604. године. Сосон је наставио Корјо традицију хармонизације између школа сон и кјо, подучавајући да „проникнути у ум значи постати Буда“ (kyon song song bul) јесте суштина медитације.

### Савремени период
Корејски будизам је у 20. веку био угрожен током Јапанског колонијалног периода (1910—1945). Будистички манастири подељени су на 31 главни храм и више него 1200 подхрамова, а било је подела и сукоба између неожењених и ожењених монаха. Монах-песник Хан Јонг-ун (1879—1944) кључна је фигура током овог периода. Он је био једна од 33 истакнуте личности које су потписале Декларацију о независности од јапанских власти 1919. Не само да је усујетио намеру колннијалних владара да елиминишу суштину корејског будизма, већ је неуморно радио на реформи ове религије, организујући групу младих посвећеника 1924. године и покренувши месечни часопис Pulgyo (Будизам).
Након другог светског рата, Будизам је испољио напор у циљу обнове и признања, представљајући се као религија примерена добу науке. Почев од 1945. будистичка заједница је имала средишњи уред у Сеулу, са својим огранцима. Њихов задатак је пропагирање вере, образовање (основани су будистички универзилети), обнављање храмова, укључивањо у сиротишта, као и социјални рад. У популарним синкретичким религијским покретима, тежња за синтезом с небудистичким религијским елементима, својствена будизму и раније, настављена је нарочито у Вијетнаму, Кореји и Јапану.
Током рата у Кореји (1950—1953), многи манастири су спаљени, али се у Јужној Кореји појавио снажан световни покрет, отворени су универзитети окренути проучавању будизма и програми зен медитације у центрима као што су манастир Хаеин. Будизам под комунистичким режимом у Северној Кореји карактерише гушење монашког живота и брзо посветовљење свештенства.